# Макензијеве планине
Макензијеве планине (енгл. Mackenzie Mountains) северни наставак Стеновитих планина налазе се у области Јукона и Северозападних територија; Канада. Планински ланац се простире око 800 км. од границе Британске Колумбије до река Пил (енгл. Peel River) и Поркјупајн. Планине служе као вододелница за реке Макензи ( источно ) и Јукон ( западно ); извориште реке Пели (енгл. Pelly River) главне притоке Јукона. Френклин планине (енгл. Franklin Mountains) које се простиру 480 км. дуж источне обале реке Макензи се сматрају делом Мекензијевих планина. Највиши врх је Кил Пик (енгл. Keele Peak), 2.972 м. Мноштво других врхова уздижу се изнад 2.400 м. Планине су добиле име по Александру Мaкензију, другом премијеру Канаде (1873-78). За време Другог светског рата у подножју планина код места Норман Велс (енгл. Norman Wells) на реци Макензи развијена су нафтна поља и преко планина је направњен 645 км. дугачак нафтовод до града Вајтхорс, одакле су горивом снабдеване војне базе на Тихом океану. После рата производња нафте је ограничена за локалне потребе.
Национални парк Нахани који се налази у јужном делу планина од 1978. године је под заштитом Унескове светске баштине.